# Азовське сільське поселення (Омська область)
Азовське сільське поселення (рос. Азовское сельское поселение) — муніципальне утворення в Азовському національному районі Омської області Російської Федерації.
Адміністративний центр — село Азово.